# Ravex
ravex（レイベックス）は大沢伸一 (Mondo Grosso)、田中知之 (Fantastic Plastic Machine)、☆Taku Takahashi (m-flo) によって構成される日本の音楽プロデュースチームである。2008年に結成。
エイベックスの20周年を記念して『ダンスミュージックとJ-POPの新しい融合』・『21世紀のJ-POP』をコンセプトに結成された。ビジュアルワークを2008年に手塚治虫生誕80周年の手塚プロダクションとコラボレートしている。

## メンバー
- 大沢伸一 (Mondo Grosso)
- 田中知之 (Fantastic Plastic Machine)
- ☆Taku Takahashi (m-flo)

## 略歴
- 2008年8月6日、コンピレーション・アルバム『HOUSE NATION』に参加する。それと同時にravex初の曲である「I RAVE U」を配信限定でリリース。
- 2008年9月3日、元m-floのLISAをフィーチャリングした「HOUSE NATION feat. LISA」を配信限定でリリース。
- 2008年10月、初のライブを開催、さらにMONKEY MAJIKをフィーチャリングした「1 more night」を配信限定でリリース。
- 2008年12月5日、初のシングルCD「I RAVE U feat. DJ OZMA」をリリースした。さらに24日にアナログ盤を発売した。
- 2009年2月18日、2枚目のシングル「Believe in LOVE feat. BoA」をリリース。シングルにはBoAと後藤真希が参加している。
- 2009年3月5日、ravexのオリジナルキャラクターとしてアトムの従兄弟でもある『ラトム』が誕生する。また、同月の16日からユニクロとの共同プロジェクトを開始。
- 2009年4月29日、1stアルバム『trax』を発売。

## ディスコグラフィー

### アルバム
- trax（2009年4月29日）

### シングル
- I RAVE U feat. DJ OZMA（2008年12月17日）
- Believe in LOVE feat. BoA （2009年2月18日）

### 配信限定
先行配信
- I RAVE U（2008年8月6日）
- HOUSE NATION feat. LISA（2008年9月3日）
- 1 more night feat. MONKEY MAJIK（2008年10月22日）
- I RAVE U feat. DJ OZMA（2008年11月19日）
- Believe in LOVE feat. BoA（2009年2月4日）

### アナログ盤
- I RAVE U／HOUSE NATION feat. LISA／1 more night feat. MONKEY MAJIK（2008年12月24日）

## 関連のある主なアーティスト
ユニクロとの共同プロジェクトに参加したリミキサー
- RYUKYUDISKO - 「I RAVE U (RYUKYUDISKO REMIX)」をリミックス。
- DJ4TH(Anneagram) a.k.a. YOSHINORI OKADA - 「I RAVE U (DJ4TH(Anneagram) a.k.a. YOSHINORI OKADA REMIX)」をリミックス。
- DAISHI DANCE - 「HOUSE NATION (DAISHI DANCE REMIX)」をリミックス。
- SUGIURUMN - 「HOUSE NATION (SUGIURUMN REMIX)」をリミックス。
- STUDIO APARTMENT - 「1 more night (STUDIO APARTMENT REMIX)」をリミックス。
- i-dep - 「1 more night (i-dep's high school boy plays the guitar mix)」をリミックス。
- DE DE MOUSE - 「Believe in LOVE (DE DE MOUSE acid on you mix)」をリミックス。
- GTS - 「Believe in LOVE (GTS REMIX)」をリミックス。
- □□□ - 「JUST THE TWO OF US (□□□ REMIX)」をリミックス。
- OMB - 「JUST THE TWO OF US (OMB REMIX)」をリミックス。

UT×ravexによるスペシャル・コラボレーションで、UTの手塚プロダクションのキャラクターTシャツ購入者にプレゼントされたリミックス着うた。avex traxから発売されているコンピレーション・アルバム『HOUSE NATION』シリーズにノンストップで収録されているリミックスもあるが、2011年3月現在フルコーラス版はCD化されていない。
その他
- BOO - 「Golden LUV feat. MAKI GOTO」、「NEW エキセントリックガール feat. 千紗（GIRL NEXT DOOR）」を作詞。
- 日之内エミ [1]